# Stora Björksnässjön
Stora Björksnässjön är en sjö i Kinda kommun i Östergötland och ingår i Motala ströms huvudavrinningsområde. Sjön har en area på 0,233 kvadratkilometer och ligger 133,7 meter över havet.

## Delavrinningsområde
Stora Björksnässjön ingår i det delavrinningsområde (642773-148930) som SMHI kallar för Ovan Lillån. Medelhöjden är 150 meter över havet och ytan är 10,74 kvadratkilometer. Räknas de 14 avrinningsområdena uppströms in blir den ackumulerade arean 244,34 kvadratkilometer. Storån (Bringesån) som avvattnar avrinningsområdet har biflödesordning 3, vilket innebär att vattnet flödar genom totalt 3 vattendrag innan det når havet efter 150 kilometer. Avrinningsområdet består mestadels av skog (67 procent) och jordbruk (17 procent). Avrinningsområdet har 0,35 kvadratkilometer vattenytor vilket ger det en sjöprocent på 3,2 procent. Bebyggelsen i området täcker en yta av 0,61 kvadratkilometer eller 6 procent av avrinningsområdet.